# فرانکی لین (بازیکن فوتبال)
فرانکی لین (انگلیسی: Frankie Lane; ۲۰ ژوئیهٔ ۱۹۴۸ – ۱۹ مهٔ ۲۰۱۱) بازیکن فوتبال اهل بریتانیا بود.
از باشگاه‌هایی که در آن بازی کرده‌است می‌توان به باشگاه فوتبال نوتس کانتی، باشگاه فوتبال بدفورد تاون، باشگاه فوتبال ترانمره راورز، و باشگاه فوتبال لیورپول اشاره کرد.